# Zelotes mayanus
Zelotes mayanus este o specie de păianjeni din genul Zelotes, familia Gnaphosidae, descrisă de Chamberlin și Ivie, 1938. Conform Catalogue of Life specia Zelotes mayanus nu are subspecii cunoscute.